# Доктрина «організованого націоналізму»
Доктрина «організованого націоналізму» — політична доктрина, сформульована у 30-х роках, тісно пов'язана із організацією націоналістичного руху.

## Зміст доктрини «організованого націоналізму»
Якщо ідейні засади  українського націоналізму так званий «чинний націоналізм» були обґрунтовані  Д. Донцовим ще у 20-х роках, то у 30-х роках сформульована політична доктрина «організованого націоналізму», була тісно пов'язана із організацією націоналістичного руху. Було створено низку націоналістичних часописів («Національна думка», «Державна нація», «Розбудова нації»), на сторінках яких власне й викристалізовувалися основні ідеологічні постулати руху. Згодом, саме довкола часопису «Розбудова нації» сформувалася група діячів, які власне і стали постачальниками та артикуляторами ідей, покладених в основу політичної програми майбутньої організації —  М. Сціборський , Д. Андрієвський,  Ю. Вассиян ,  В. Мартинець ,  С. Ленкавський ,  Є. Онацький та ін.
Ідеологічні, програмові та тактичні тези українського націоналізму були визначені лише після тривалої погоджувальної роботи десятків членів націоналістичних організацій (Леґія Українських Націоналістів, Союз Української Націоналістичної Молоді, Група Української Національної Молоді). У 1929 році Конгрес Українських Націоналістів (КУН) видав із цього приводу спільну відозву. Згодом, національно-визвольний рух очолила ОУН, оскільки, саме вона мала найчисельнішу мережу як на українських землях, так і на еміграції.
```

Титульний аркуш друкованого видання ГУНМ в Празі «Національна Думка»

    Для Української нації в стані її політичного
    поневолення начальним постулятом є створення
    політично-правової організації, означеної:
    Українська Самостійна Соборна Держава.

 
               
Із постанови Великого Збору ОУН
```

Політична доктрина ОУН була сформульована в її програмних документах 1929 року, а в остаточному вигляді — у програмі, прийнятій її  Великим збором у 1939 році. Вона ґрунтувалася на пріоритеті інтересів української нації, яка проголошувалась абсолютною цінністю, «найвищим типом людської спільноти». Метою організації було створення Української самостійної соборної  держави . Форми державної влади мали відповідати наступним послідовним етапам державного будівництва: національне визволення, державне закріплення новоствореного режиму  політичної влади, розвиток цього типу політичної влади. Під час національної революції передбачалося встановлення національної диктатури, яка мала стати гарантом збереження нового  політичного режиму . Далі зазначалося, що лише «після відновлення державності національна диктатура, через участь у владі провідної верстви, перейде до створення законодавчого тіла». Голова держави мав би формувати  виконавчу владу, яка відповідатиме перед ним, а також  законодавчим органом . Основу адміністративної системи складало б місцеве самоуправління, з власними законодавчими й виконавчими органи для кожного краю.
```
    ОУН ставить собі за завдання уздоровити відносини 
    внутрі нації, викликати в українському народі 
    державно-творчі зусилля, розгорнути українську національну 
    силу на всю її ширину, і таким чином забезпечити 
    великій Українській Нації відповідне місце серед 
    інших державних народів світу. 

 
                   
Із постанови Великого Збору ОУН
```

Практична зорієнтованість «організованого націоналізму», усвідомлення потреби осягнути певний результат спонукали його представників раціональніше підходити до багатьох світоглядних питань, не вступаючи у пряму полеміку з Д. Донцовим. Серед політичних мислителів і публіцистів кінця 20-х — початку 30-х років, які долучилися до розробки світоглядних засад українських націоналістів можна віднести Д. Андрієвського, Ю. Вассияна, В. Мартинця, С. Ленкавського, Є. Онацького. Однак, треба підкреслити, що «чинний» та «організований» націоналізми не мали принципових розбіжностей, різнилися лише їх пріоритети: якщо для Донцова ними були культивування стихійної волі нації до життя, виховування нової вольової української людини, то для ОУН — ієрархічна дисциплінована організація, здатна здійснити національну революцію та встановити національну диктатуру.

## Державотворчі ідеали В. Мартинця

Володимир Мартинець
(1899—1960)

Одним із ідеологів «організованого націоналізму» був Володимир Мартинець — політичний діяч і публіцист, член Проводу ОУН. Основні праці: «Чи дбати нам про чистоту раси?» (1933), «Ідеологія організованого націоналізму» (1954).
Появу концепції «організованого націоналізму» Мартинець пояснює тим, що «нові люди» — вольові, зі життєвим запалом, жадобою влади, певні своєї правоти, здатні захистити свої права, романтики, ексклюзивні, безкомпромісні, — не знайшли у Донцова конкретної стратегії й тактики дій для досягнення результату". Націоналістичні ідеї разом із національно-визвольним рухом, на його переконання, необхідно було далі розвивати. Ведучи полеміку з Донцовим в 1930 році, Мартинець підкреслював, що ключову роль у боротьбі має відігравати не партійний провід, а народні маси, якими повинна керувати окрема організація (очевидно, він мав на увазі ОУН — авт.). Важливим доповненням у концепції Мартинця стала розробка ідеї національної революції, результат якої — створення самостійної соборної української держави. Це цілком співпадало із такими характеристиками націоналізму як непримиренність і винятковість.
Мартинець не погоджується з поглядами Донцова, у яких головне значення в процесі творення держави відводилося «сліпому» інстинкту без розуму. Політик пояснював, що прагнення українців здобути незалежність в історичній перспективі, не можуть опиратися виключно на містику. Мартинець зауважує, що форма влади та державного устрою майбутньої української держави буде залежати від соціально-політичного укладу сил української нації в конкретний момент. Тому не варто планувати невідоме майбутнє, бо його можна взагалі не побачити. Це аж ніяк не означало пасивне вичікування. Мартинець визначає такі першочергові завдання майбутньої націоналістичної організації: бути школою для майбутніх провідників і пропагувати самовиховання; засвідчувати свою суть через повагу до людини, визнання її основним чинником суспільно-політичних процесів, її здатності та права на самостійне життя, без внутрішнього та зовнішнього впливів. Особа, яка самореалізує власну свободу, не може діяти у будь-який спосіб, вважати себе вільною від зобов'язань і обмежень. Тобто вона має бути високоморальною.
```
    Нація має бути для нас приматом усіх приматів,
    а не раса. Коли б зникла наша нація з лиця землі,
    наша раса стане погноєм чужих націй, себто як історичний
    феномен перестане існувати; це можливо тоді, коли
    б українська нація полягла від націй-хижаків. 

 
            
В. Мартинець, «Чи дбати нам про чистоту раси?»
```

Мартинець пропагує без перебільшення індивідуалістичну, ліберальну модель поведінки особи. На його думку, не так колективна сутність організації, як індивідуальна творчість окремого члена має бути засадничою для націоналістичної організації. Основний сенс світоглядної позиції українського націоналізму — максимальний прояв творчості кожного на противагу тотальному контролю організації. Таку ідею Мартинець запозичив із теорії класичного лібералізму, а саме: створити сприятливі умови для того, щоб окремий індивід у невідомих обставинах міг зробити крок уперед, чого не може забезпечити вища влада. Як і Донцов, мислитель застерігав від пасивності, котра, на його думку, є небезпечною для свободи, а згодом набуває ознак мучеництва. Саме останнє пов'язане з пасивністю, натомість героїзм — із активними намаганнями.
Заслуговують на увагу міркування Мартинця про українську політичну націю. Він зауважує, що через географічне розташування українських земель на перехресті між Європою й Азією, Північчю й Півднем, «на терені постійних мандрівок народів і постійних змагань різних рас», українці є «продуктом змішання різних кровних первнів». Але це, на думку мислителя, не стало на заваді появи «вже усталеного расового типу українця».

## Є. Онацький про роль національного проводу
Окремі доповнення до політичної ідеології та доктрини націоналізму у 30-ті роки були зроблені Євгеном Онацьким. Це активний діяч ОУН, журналіст і науковець, член Української Центральної Ради, учасник української революції 1917–1921 років. Він є автором численних статей, низки наукових праць, найвідоміша з яких ‒ восьмитомна «Українська мала енциклопедія». Його ідеологічні переконання розкрито у праці «Імперіалізм духа» (1932), статті «Ідеологічні й тактичні розходження між фашизмом і націонал-соціалізмом» (1934).
Знайомство Онацького з Є. Коновальцем у 1929 році вилилося у плідну співпрацю, а незабаром він став представником ОУН в Італії. В 30-х роках Онацький був одним із найбільших прихильників і найактивніших популяризаторів італійського фашизму серед діячів ОУН. Можливо, мислитель занадто ідеалізував керований Б. Муссоліні рух. Онацький захоплювався тим, «що фашистський рух протистояв ідеям матеріалістичного марксизму, який опанував робітничими масами; демолібералізму, що запанував державними установами; парламентаризму, що поставив законодавчу владу над виконавчою, паралізуючи її діяльність; інтернаціоналізму, що приносив життєві інтереси нації на вівтар сумнівних абстрактних ідеологій; пацифізму, що ослаблював енергію і моральну опірність націй; надмірному індивідуалізму, що приносив інтереси всіх в жертву інтересам окремих осіб або груп; надмірному колективізму (комунізму), що забивав приватну ініціативу та не давав можливості розвивати особисті здібності…» («Ідеологічні й тактичні розходження між фашизмом і націонал-соціалізмом»).
Наявність окремих елементів консервативної революції у фашизмі та його національний характер найбільше приваблювали Онацького. Саме тому він у певному сенсі «популяризував» фашизм на українському ґрунті, розуміючи, що італійський та український народи все ж знаходяться у дуже відмінних умовах. Якщо італійський фашизм виник і розвивався в межах власної держави, як опозиція до уряду, і мав на увазі не створення якоїсь нової держави, а лише переродження старої, то український національний рух розвивався в основному на еміграції, без наявності національної держави й мав справу зі «займанськими урядами».
```
    Справжнє завдання тих, хто провадить народами,
    полягає власне в тому, щоби вживати народну силу
    так, ніби вона мала служити лише головним лініям
    розвитку цілої людськості. Але для цього треба
    знати ті «головні лінії»...

 
                       
Є. Онацький, «Імперіалізм духа»
```

Позитивно ставлячись до італійського фашизму, Онацький не сприймав німецького націонал-соціалізму, попри те, що ці рухи мали такі спільні ознаки. Проте в німецькому націонал-соціалізмі мислитель убачав дуже багато негативу, який можна було критикувати як із позицій італійського фашизму, так і з позицій українського націоналізму. Онацький критикує нацизм передовсім через його антихристиянство, расизм та імперіалістичний шовінізм.
Опираючись на європейську політологічну теорію, він виділив три типи імперіалізму: військовий, економічний і духовний. Перший — експансіонізм монголів, другий — імперії Англії, третій — римської церкви. Найменш тривалими, на його думку, є імперії, які утворилися військовим шляхом, і, навпаки, довгочасними — «імперії духу». Онацький писав, що єдиний період, коли Україна була «імперією духу» — часи Київської Русі, потім частково Галицько-Волинська та литовсько-польська держави. Ситуація, яка склалася в Україні в XX столітті зовсім інша, бо український народ «продовжує служити родючим погноєм… для чужої творчості і чужих імперіалізмів». Це сталося тому, що український визвольний рух хоча імперіалістичний, але слабкий. Український провід не зумів представити українську справу як таку, що відповідає тенденціям світового розвитку (як, наприклад, поляки). Отже, на думку Онацького, «…хуторянство й провінціалізм» ‒ головні вороги українців.
```
    Хуторянство й провінціалізм – ось наші два головні
    вороги, що ми їх мусимо перемогти, ось на який фронт 
    ми мусимо скерувати цілу силу свого характеру, щоб 
    збудити в нашому народі приспаний творчий дух, – піднести 
    його... до усвідомлення дійсної необхідності справжнього 
    духовного імперіалізму.

 
                          
Є. Онацький, «Імперіалізм духа»
```

Також мислитель виступав за переформатування старої буржуазно-демократичної, ліберальної Європи у «нову, перейняту революційним духом», для боротьби проти «нового ладу» псевдокомуністичної Євразії. Відродити український імперіалізм духу зможе лише нова революція під національним проводом, який зумів би мобілізувати народні маси.